# Wyatt
Wyatt je priimek več oseb:
- Arthur Geoffrey Wyatt, britanski general
- Richard John Penfold Wyatt, britanski general
- Wilfred Penfold Wyatt, britanski general